# Dendrocopos
Dendrocopos este un gen răspândit de ciocănitori din Europa, Asia și Africa de Nord. Speciile sunt răspândite din Filipine până în insulele britanice.

## Taxonomie
Genul Dendrocopos a fost introdus în 1816 de naturalistul german Carl Ludwig Koch. Numele combină greaca veche dendron, care înseamnă „copac”, cu kopos, care înseamnă „izbitor”. Specia tip a fost desemnată ca fiind ciocănitoarea pestriță (Dendrocopos major) de către ornitologul scoțian Edward Hargitt în 1890 în catalogul său de ciocănitori din colecția British Museum.
Genul conținea la un moment dat aproximativ 25 de specii. O analiză filogenetică moleculară a ciocănitoarelor pestrițe publicată în 2015 a constatat că Dendrocopos era polifiletic. În genurile rearanjate, numărul de specii din Dendrocopos a fost redus la 12, enumerate mai jos.

### Specii
- Dendrocopos major – ciocănitoare pestriță mare
- Dendrocopos syriacus – ciocănitoare de grădină
- Dendrocopos leucotos – ciocănitoare cu spatele alb
- Dendrocopos hyperythrus – ciocănitoare cu burtă roșie
- Dendrocopos macei – ciocănitoare cu piept galben
- Dendrocopos analis
- Dendrocopos atratus – ciocănitoare cu piept dungat
- Dendrocopos darjellensis
- Dendrocopos himalayensis – ciocănitoare himalayană
- Dendrocopos leucopterus – ciocănitoare cu aripi albe
- Dendrocopos assimilis
- Dendrocopos noguchii